# Франкфорт, Генри
Генри Франкфорт (настоящая фамилия — Фрэнкфоот) ((англ. Henri Frankfort); 24 февраля 1897, Амстердам — 16 июля 1954, Лондон) — нидерландский, североамериканский и английский археолог, египтолог и ориенталист, исследователь искусства древности.

## Биография
Родился в Амстердаме. Образование получил в Амстердамском университете. В 1924 переехал в Лондон, где работал под руководством сэра Флиндерса Питри в Университетском колледже.
В 1927 году получил степень доктора философии Лейденского университета.
В 1925—1929 гг. — руководитель английской археологической экспедиции Общества исследования Египта, проводившей раскопки в Египте в Абидосе, Эль-Амарне, Арманте.
в 1929 — 1937 гг. руководил работами Восточного института (Oriental Institute) Чикагского университета на территории Ирака в долине реки Диялы в Эшнунна (теперь Телль-Асмар) и в Тутубе (теперь Телль-Хафадже).
С 1932 года Генри Франкфорт — профессор археологии Востока в университете Чикаго, а также профессор истории и археологии Ближнего Востока Амстердамского университета. В 1933 году обнаружил, так называемый клад Телль-Асмар.
С 1949 года он работал в качестве директора Института Варбурга (Warburg Institute) в Лондоне — научно-исследовательского учреждения, связанного с Лондонским университетом.
Большое значение имеют исследования Генри Франкфорта по сравнительному изучению древнеегипетской и месопотамской культур.
Написал 15 книг и монографий и около 73 статей в журналах, касающихся вопросов антропологии, археологии и культуры древнего Египта и Месопотамии, особенно, религии Древнего Ближнего Востока.